# Zho
Le zho, ou sho, est un mot tibétain qui désigne le lait caillé ou yaourt. Le lait est obtenu par la nak (ou dri), femelle du yak.
La « fête du lait caillé » zho ston a lieu chaque année à Séra, Drépung, et Lhassa.